# Gerald Fitch
Gerald Fitch (Columbus, Georgia, 12 de agosto de 1982) es un exjugador profesional de baloncesto de nacionalidad estadounidense que jugaba como base o escolta. Desarrolló su carrera como profesional en Europa, Asia y Latinoamérica, habiendo también actuado en la NBA y en la NBA D-League.

## Trayectoria deportiva

### Universidad
Fitch llegó a la Universidad de Kentucky en 2000, después de ser nombrado el Sr. Baloncesto en el estado de Georgia en su último año Westside High School en Macon, Georgia. Fitch entró en el quinteto temprano en su primer año, y fue nombrado para el All-SEC Primer Equipo. Fitch tuvo un éxito de cuatro años en Kentucky, líderando al equipo a los registros de 32-4 y 27-5 en su año sénior y júnior, respectivamente. Terminó su carrera universitaria, sin embargo, fallando un lanzamiento sobre la bocina para firmar una eliminación en la segunda ronda del Torneo de la NCAA en 2004.

### Profesional
Después de no ser drafteado en la NBA en el Draft 2004, Fitch firmó con los Washington Wizards antes de la temporada 2004-05. Participó en la pretemporada, pero fue cortado antes del inicio de la temporada regular. Fitch entonces pasó la temporada jugando en el extranjero en Euroliga con Cibona Zagreb y la Superliga de Ucrania con Khimik-OPZ Yuzhny. Antes de la temporada 2005-06, Fitch firmó con Miami Heat, donde se utilizó como tercer base detrás de Jason Williams y Gary Payton. En el plazo de traspasos el 23 de febrero de 2006, fue enviado a los Houston Rockets a cambio de Derek Anderson, y alternó el resto de la temporada entre Rockets y su equipo filial de la D-League, los Austin Toros. La temporada siguiente jugó para el equipo turco Galatasaray Café Crown. 
En 2007 estuvo otra temporada en la NBA, en los Pistons, pero tras ser liberado se fue a jugar a la liga italiana al Pallacanestro Cantú, donde promedió 16 puntos 3 rebotes y 2 asistencias.En 2008-09 volvió a Turquía donde ha demostrado sus dotes como anotador en Kepez Antalya.
En 2009 firmó con el Tau Vitoria para jugar los playoffs de la liga ACB, pero finalmente no pudo disputarlos ya que el pasaporte búlgaro comunitario del que disponía Pete Mickeal (que hasta ese momento jugaba como extranjero) resultó ser falso. Esto le dejaba fuera de la convocatoria ya que solo se permite jugar partidos a dos extranjeros y el equipo ya tenía ocupados esos puestos.[cita requerida]
El equipo madrileño Ayuda en Acción Fuenlabrada incorporó a este jugador para la campaña 09/10. Con el Fuenlabrada se proclamó MVP de la jornada en cuatro ocasiones, destrozó las defensas rivales con su tiro de tres y penetraciones, pero su rendimiento empezó a disminuir en la segunda parte de la temporada, hasta que una lesión lo apartó de las canchas en la recta final del campeonato. 
Tras completar el proceso de recuperación de la lesión que le impidió formar parte de la plantilla del Baloncesto Fuenlabrada en 2010, el anotador americano llegó a un acuerdo en 2010 con el Aliaga, de la TBL. El 25 de enero de 2011 se confirmó su fichaje por el Unicaja de Málaga.
Terminada la temporada 2010/2011 en Unicaja, el Unicaja le ronovó para la temporada 2011/2012 por su alto rendimiento en el equipo. Finalmente, fue cortado a mitad de temporada. Tras ser cortado, no jugó en ningún equipo hasta comienzos del año siguiente.
Para la temporada 2012/2013, fichó por un equipo francés, Strasbourg. Ese año Gerald Fitch tan solo jugó 17 partidos con el Strasbourg y quedó como quinto máximo anotador de la Liga, la consecuencia de perderse los otros 13 partidos fue por una lesión de rodilla y así acabó su etapó en el Strasbourg, que el equipo se clasificó para la Euroleague para el próximo año tras quedar 2.º en la LNB de Francia.
Su última experiencia como jugador profesional fue en Argentina, siendo contratado por Regatas Corrientes de la Liga Nacional de Básquet en enero de 2018, y desvinculado del equipo dos meses después.

## Méritos individuales
- MVP de las jornadas 2, 4, 15 y 19 en la temporada 2009/10 de la liga ACB.
- MVP del mes de octubre de la temporada 2009/10 de la liga ACB.